# Kenneth Bianchi
Kenneth Alessio Bianchi (født 22. maj 1951) er en amerikansk seriemorder. Bianchi og hans fætter Angelo Buono, blev kendt som The Hillside Stranglers. Han afsoner på nuværende tidspunkt sin livsvarige fængselsdom i et fængsel i Washington. Bianchi er også mistænkt i alfabetmorderne som er tre uopklarede mord i hans hjemby Rochester.

## Barndom og tidlige liv
Bianchi blev født i Rochester, New York af en prostitueret, der gav ham væk til en familie to uger efter han blev født. Han blev adopteret, tre måneder gammel, af Frances Scioliono og hendes mand Nicholas Bianchi i Rochester. 
Bianchi var meget urolige i sin unge alder og hans pap-mor beskrev ham også som en kompulsiv løgner.  Han bekymrede ofte Frances med hans trance-lignende åbne øjne. Han blev diagnosticeret med passive-aggression da han var fem år gammel. Efter Nicholas' død i 1964 var Frances nødt til at arbejde, mens hendes søn gik i high school. Kort efter Bianchi blev færdig med High school i 1971, havde han et kort ægteskab med hans high school kæreste, der sluttede efter kun otte måneder. Angiveligt forlod hun ham uden en forklaring. Han var som voksen droppet ud af studiet og arbejde i forskellige job til sidst som en sikkerhedsvagt i en smykkebutik. Dette gav ham en stor mulighed for at stjæle værdigenstande, som Bianchi ofte gav veninder eller prostituerede til at købe deres loyalitet. På grund af mange mindre tyverier var Bianchi konstant på farten. 
Det var, da han endelig ankom til Los Angeles i 1977, at han begyndte at tilbringe tid sammen med sin ældre fætter Angelo Buono. Inden længe arbejdede de sammen som alfonser og i slutningen af 1977 eskalere deres escortforretning til mord. De havde voldtaget og myrdet 10 kvinder før de blev anholdt i begyndelsen af 1979.

## Drabene
Bianchi og Buono ville normalt cruise omkring i Los Angeles i Buonos bil og bruge falske ID-kort til at overbevise piger og kvinder, at de var undercover-betjente der ville dem noget vigtigt. Deres ofre var kvinder og piger i alderen 12 til 28 fra forskellige samfundslag. De vil typisk lokke dem ind i Buonos bil og køre dem hjem til der hvor Bianchi og Buono boede for at torturere og myrde dem. 
- 'Yolanda Washington', alder 19 – 17. oktober, 1977
- 'Judith Ann Miller', alder 15 – 31. oktober, 1977
- 'Lissa Kastin', alder 21 – 6. november 1977
- 'Jane King', alder 28 – 10. november, 1977
- 'Delores Cepeda', alder 12 – 13. november, 1977
- 'Sonja Johnson', alder 14 – 13. november, 1977
- 'Kristin Weckler', alder 20 – 20. november, 1977
- 'Lauren Wagner', alder 18 – 29. november, 1977
- 'Kimberely Martin', alder 17 – 9. december 1977
- 'Cindy Lee Hudspeth', alder 20 – 16. februar, 1978

Efter at være blevet misbrugt af begge mænd ville ofrene typisk blive kvalt af dem eller slået ihjel på en eller anden måde. Nogle gange gav de dem også dødbringende indsprøjtninger, elektrisk stød eller kulilte forgiftede de dem. Men typisk var det kvælning morderne Bianchi og Buono brugte til at dræbe deres ofre. I perioden hvor de var i gang med deres mord ansøgte Bianchi komisk nok et job hos Los Angeles Politi (LAPD) der var godt i gang med at lede efter ham og hans fætter, under deres morder-navn, som de senere blev berygtet under nemlig The Hillside Strangler.  
En aften kort tid efter deres såkaldte ellevte mord, afslørede Bianchi for sin medskyldige Buono at han havde kontakt med LAPD og at han i den forbindelse var blevet udspurgt om strangler-sagen. Efter at have hørt dette fik Buono et anfald af vrede og på et tidspunkt truede Buono med at dræbe Bianchi hvis han ikke flyttede til Bellingham, Washington. 
Den 11. januar 1979 lokkede Bianchi to kvindelige studerende ind i et hus han havde holdt øje med i et stykke tid. Kvinderne var 22-årige Karen Mandic og 27-årige Diane Wilder og de var elever på Western Washington University. Bianchi tvang den første studerende ned ad trappen foran ham og derefter kvalte han hende. Han myrdede der efter den anden unge pige på tilsvarende måde denne gang uden hjælp fra sin partner, som han forlod tidligere. Politiet pågreb ham næste dag da han blev stoppet med et californisk kørekort ved en rutinemæssig færdselskontrol der knyttede ham til adresserne på de to Hillside Strangler ofre.

## Retssagen
Bianchi påberåbte sig ikke-skyldig på grund af sindssyge under retssagen og hævdede at en anden person ved navn "Steve Walker", havde begået forbrydelserne. Bianchi formåede at overbevise et par af ekspert heriblandt psykiater at han faktisk var en smule personlighedsforstyrret, men efterforskerne bragte deres egne psykiatere ind i retssagen som pillede Bianchis historie fra hinanden. Efterforskere opdagede også at selve navnet "Steven Walker" kom fra en studerende, hvis identitet Bianchi tidligere havde forsøgt at stjæle med henblik på narre folk. Politi fandt også en lille biblioteksbog i Bianchi hjem som, handlede om psykologi hvilket yderligere pegede på hans evner til at fake hans hævdede lidelser. 
Da hans påstande blev udsat for yderligere kontrol indrømmede Bianchi til sidst, at han havde faket hans sygdomsbeskrivelse. Bianchi gik med til at vidne imod Buono for at få nedsat sin egen straf. Men i sit vidneudsagn gjorde Bianchi alt for at være så usamarbejdsvillig og selvmodsigende så muligt. Dette gjorde han tilsyneladende i håb om ikke at blive den  betydelige faktor, der skulle sende Buono i fængsel. I sidste ende var Bianchi's indsats forgæves, da Buono også blev dømt for nogle af morderne og blev idømt en livsvarigt fængsels straf. 
Bianchi afsoner sin straf i Washington Stats fængsel i Walla Walla i Washington.